# Andrés Mata
Andrés Mata é um município da Venezuela localizado no estado de Sucre.
A capital do município é a cidade de San José de Aerocuar.